# Як створити ідеального хлопця
«Як створити ідеального хлопця» (англ. How to Build a Better Boy) — це фільм виробництва Disney Channel Original Movie, режисера Пола Хоєн і сценариста Джейсона Мейланда. Разом з Чайною Енн Маклейн,Келлі Берглунд,Саша Клементс і Маршаллом Вільямсом. Перші зображення були показані в промо на каналі Disney літом 2014 року, а перший промо ефір 27 червня 2014 року під час прем'єри каналу Disney Channel Original Movie Zapped. Прем'єра фільму відбулася 15 серпня 2014 року. прем'єра фільму відбулася на Disney Channel UK 19 вересня 2014 року.

## У ролях
- Чайна Енн Макклейн — Габбі Гаррісон
- Келлі Берглунд — Мей Хартлі
- Маршалл Вільямс — Альберт Банкс/Х-17
- Метт Шивель — Барт Гартлі
- Ешлі Аргота — Ноа Барнс
- Ноа Центінео — Джейден Старк
- Роджер Барт — доктор Джеймс Гартлі
- Саша Клементс — Марні
- Рон Ліа — генерал Макфі
- Леве Люкас — Дженкс
- Пауліно Нуньєс — Зефір
- Метью Тейлор — Вайвель
- Саша Карзіз — Покс
- Річард Макміллан — директор Фрагнер
- Мартін Роуч — Тренер Восс
- Хелен Джонс — Комп'ютерний голос

## Пісні
- Сабріна Карпентер — «Stand Out»
- Маршалл Вільямс і Келлі Берглунд — «Love You like a Love Song» (Selena Gomez and the Scene cover)
- Mo' Cheddah feat. Cristina Renae — "Higher
- Келлі Берглунд і Чайна Енн Макклейн — «Something Real»

## Виробництво
Виробництво почалося в Торонто, Канада.Режисером Пол Хоєном, виконавчим продюсером Робін Шорром і Адам Козаксом, продюсер Деном Селігманом і сценаристом Джейсоном Мейландом.

## Ефір
Фільм був випущений на каналі Дісней 11 серпня 2014 року. Його прем'єра відбулася 15 серпня 2014 року на Disney Channel в США і Family Channel в Канаді та зібрала 4,6 мільйона глядачів.. Disney Channel (Нідерланди та Фландрія) мав ефір від 6 вересня 2014 року. Disney Channel (Велика Британія та Ірландія) анонсували 19 вересня 2014 року.
Фільм транслювався в Туреччині на Moviemax Family  22 листопада 2015.

## На інших мовах
- Cómo crear el chico ideal  випущений в Латинській Америці
- El Chico Ideal  випущений в Іспанії
- Le Garçon Idéal  випущений у Франції
- O rapaz Ideal  випущений в Португалії
- Robot Sevgilim  вийшов у Туреччині
- Как создать идеального парня випущений в Росії